# 300 : La Naissance d'un empire
Pour les articles homonymes, voir 300 (homonymie).
Pour le western d'Allan Dwann sorti en 1929, voir La Naissance d'un empire.
Série
300
(2007)
Pour plus de détails, voir Fiche technique et Distribution.
300 : La Naissance d'un Empire (300: Rise of an Empire) est un péplum américain de Noam Murro, sorti et sorti en 2014. Il s'agit à la fois d'une préquelle et d'une suite de 300, l'action se passant à la fois avant, pendant et après la bataille des Thermopyles.

## Synopsis
En 490 av. J.-C., au cours de la bataille de Marathon, le roi perse Darius Ier est mortellement blessé par le général athénien Thémistocle sous les yeux de son fils Xerxès. De retour en Perse, la commandante de sa flotte, la reine Artémise Ire, le convainc de se venger des Grecs et en fait un dieu-roi. Dix ans plus tard, il envahit la Grèce. Alors que Léonidas et ses 300 Spartiates arrêtent Xerxès aux Thermopyles, les Athéniens, Thémistocle à leur tête, combattent sur mer au cap Artémision. Quelques jours plus tard, les flottes s'affrontent lors de la grande bataille de Salamine qui se déroule peu avant celle de Platées. Les Grecs gagnent la bataille.

## Fiche technique
- Titre original : 300: Rise of an Empire
- Titre français : 300 : La Naissance d'un Empire
- Titre québécois :
- Réalisation : Noam Murro
- Scénario : Kurt Johnstad et Zack Snyder, d'après le roman graphique 300 de Frank Miller  et Lynn Varley
- Musique : Junkie XL
- Direction artistique : Sonya Savova, Sue Chan
- Décors : Patrick Tatopoulos
- Costumes : Desislava Andonova
- Photographie : Simon Duggan
- Son :
- Montage : David Brenner, Wyatt Smith
- Production : Mark Canton, Bernie Goldmann, Gianni Nunnari, Deborah Snyder, Zack Snyder et Thomas Tull
- Sociétés de production : Atmosphere Entertainment MM, Cruel & Unusual Films, Hollywood Gang Productions, Legendary Pictures et Warner Bros. Pictures
- Société de distribution : Warner Bros. Pictures (États-Unis)
- Budget : 110 000 000 USD
- Pays de production :  États-Unis
- Langue originale : anglais
- Format : couleur - 35 mm - 2,35:1 - son Dolby numérique
- Genre : péplum, action et guerre
- Durée : 102 min
- Dates de sortie :
  - États-Unis : 7 mars 2014
  - France : 5 mars 2014

• Classification : interdiction aux moins de douze ans avec avertissement lors de sa sortie en salles et aux moins de 16 ans à la télévision en France.

## Distribution
- Sullivan Stapleton (VF : Rémi Bichet ; VQ : Louis-Philippe Dandenault) : Thémistocle
- Eva Green (VF : Marie-Eugénie Maréchal ; VQ : Marika Lhoumeau) : Artémise Ire
  - Jade Chynoweth : Artémise à 13 ans
- Lena Headey (VF : Rafaèle Moutier ; VQ : Anne Bédard) : la reine Gorgô
- Rodrigo Santoro (VF : Bernard Gabay ; VQ : Daniel Picard) : Xerxès
- Jack O'Connell (VF : Donald Reignoux ; VQ : Maxime Séguin-Durand) : Calisto
- Hans Matheson (VF : Damien Boisseau ; VQ : Alexandre Fortin) : Aesyklos
- Callan Mulvey (VF : Serge Biavan ; VQ : Martin Desgagné) : Scyllias
- Yigal Naor : Darius Ier
- Peter Mensah : l'entraineur d'Artémise et le messager perse
- Andrew Pleavin (VF : Pascal Montségur ; VQ : Patrick Chouinard) : Daxos
- David Wenham (VF : Michel Papineschi ; VQ : Sébastien Dhavernas) : Dilios
- Ben Turner (VF : Axel Kiener ; VQ : Antoine Durand) : le général Artapherne
- Andrew Tiernan (VF : Philippe Bozo ; VQ : François Sasseville) : Éphialtès
- Ashraf Barhom : le général Bandari
- Vincent Walsh (VF : Yann Guillemot ; VQ : Pierre-Étienne Rouillard) : le commandant de la marine
- David Pevsner (en) : un sénateur
- Gerard Butler : le roi Léonidas (extraits du film précédent)

Sources et légendes : version française (VF) selon le carton de doublage et sur RS Doublage version québécoise (VQ) sur Doublage Québec

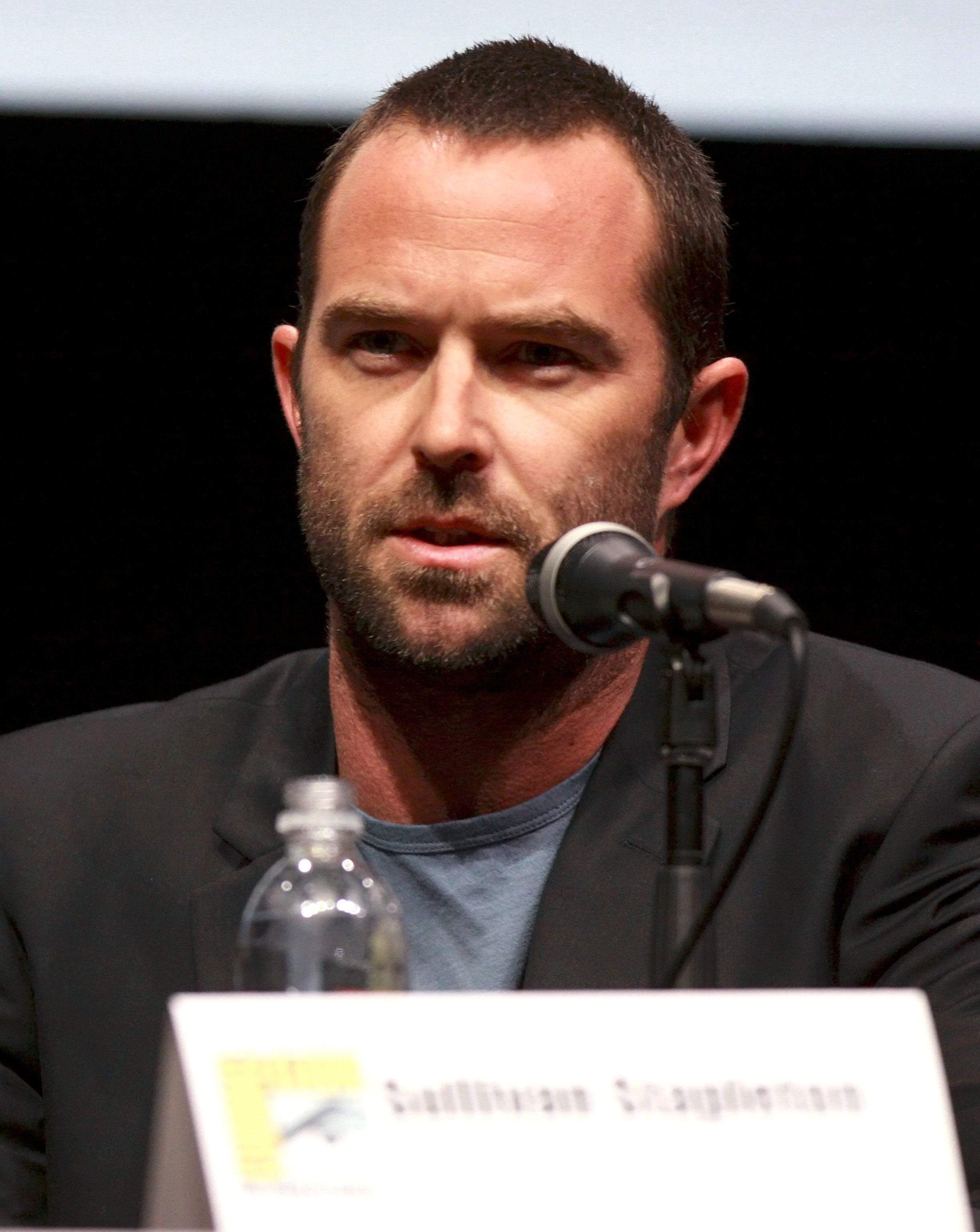
Sullivan Stapleton
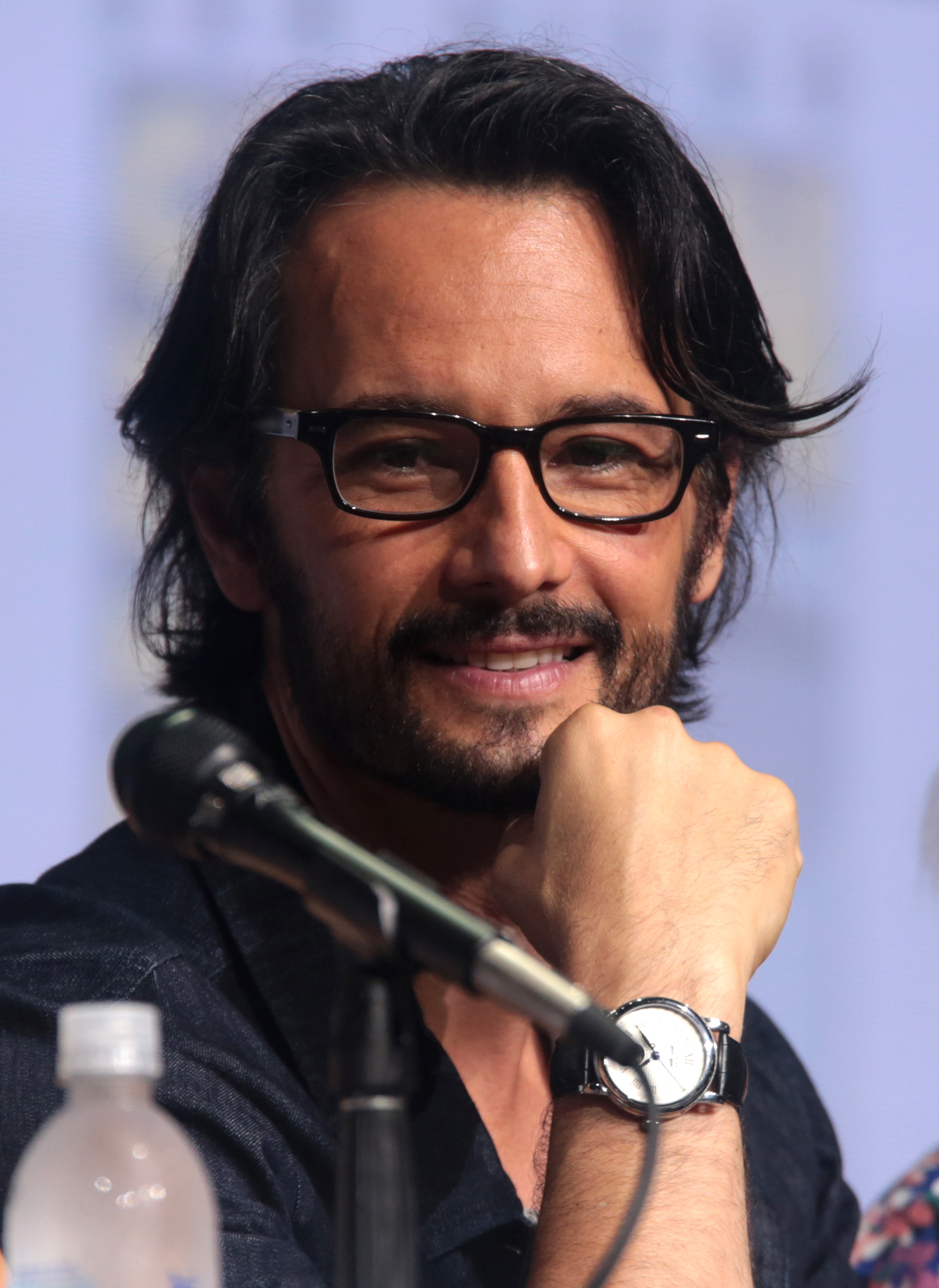
Rodrigo Santoro
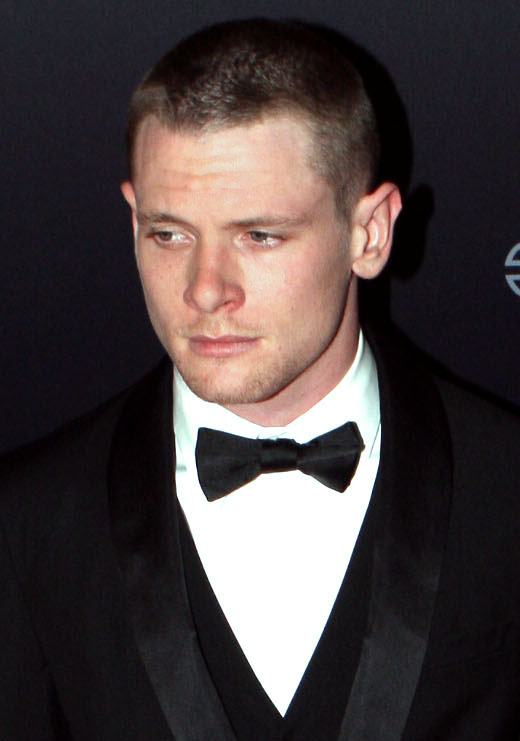
Jack O'Connell

## Accueil

### Accueil critique
Sur l'agrégateur américain Rotten Tomatoes, le film récolte 45 % d'opinions favorables pour 193 critiques. Sur Metacritic, il obtient une note moyenne de 48⁄100 pour 34 critiques.
En France, le site Allociné propose une note moyenne de 2,5⁄5 à partir de l'interprétation de critiques provenant de quinze titres de presse.
- Les Inrockuptibles[6] : « on peut certes critiquer le relatif manque d’envergure de ce cinéma populaire […]. Mais la raréfaction de ces blockbusters subversifs n’est pas imputable au seul Zack Snyder, qui reste un entertainer sans pareil. »
- 20 minutes[7] : « Les répliques qui tuent et les affrontements semblant tout droit sortis d’un roman graphique de Miller amusent, bien que l’élément de surprise du premier volet soit envolé. Ceux qui aiment les films de gladiateurs ou assimilés lèveront cependant leur glaive en signe de liesse devant cette série B assumée. »
- Télé 7 jours : « scénario simplissime, déluge d'hémoglobine et un héros athénien un peu fade […]. Reste la beauté des batailles navales en 3D, les tablettes de chocolat des guerriers hellènes et la troublante Eva Green […]. »[8]
- Le Monde[9] : « Que le second volet de la franchise à succès soit encore plus bête que son prédécesseur, passe encore. Mais la médiocrité du travail sur l'image lui ôte tout intérêt. »
- Le Parisien[10] : « si le premier épisode de 300, réalisé par Zack Snyder, avait été un choc visuel, dépoussiérant les vieux péplums, ce nouveau chapitre est malheureusement raté. »
- TéléCinéObs : « c’est un film où il y a trois fois cent gugusses (c’est le titre), trois héros (dont une héroïne méchante), trois dimensions (lunettes assorties) et trois adjectifs qualificatifs : médiocreux, médiocrissime, médiocrapoteux. »[8]
- Culturebox - France Télévisions[11] : « c’est bien connu, plus le méchant est réussi, plus le film l’est aussi. Cet adage d’Alfred Hitchcock s’applique à 300 : naissance d’un empire. »
- Mad Movies[8] : « Ponctué de scènes de pure fantasy et généreux dans le gore au point d'évoquer le bis italien, 300 : la naissance d'un empire n'est pas seulement une suite réussie : c'est une réussite inattendue et un poème guerrier d'une fureur épique inouïe, où un instant suspendu au milieu du carnage devient un sublime élan de romantisme tragique et donne l'impression de voir éclore une rose au milieu d'un charnier. »
- Metro[12] : « Bénéficiant à nouveau d’une direction artistique soignée, toujours dopé à la testostérone et toujours aussi kitsch, 300 : la naissance d’un empire a tout pour plaire aux fans du premier film. Si vous ne faites pas partie de ceux-là, inutile d’insister en revanche. »
- Première[13] : « cette Naissance d'un empire, que l'on aura le droit de préférer à l'original, est plus courte de quinze minutes. Mais, en l'occurrence, qui peut le moins… peut le plus. »

### Box-office
| Pays ou région | Box-office        | Date d'arrêt du box-office | Nombre de semaines |
| -------------- | ----------------- | -------------------------- | ------------------ |
| États-Unis     | 106 580 051 $,    | 29 mai 2014                | 12                 |
| France         | 1 563 297 entrées | 29 avril 2014              | 8                  |
| Monde          | 331 114 051 $     | 15 juin 2014               | -                  |

## Analyse

### Différences avec les faits historiques
Le film prend de grandes libertés par rapport à l'Histoire, notamment face aux textes d'Hérodote, principale source historique. Parmi les nombreuses différences :
- Lors de la bataille de Marathon, Miltiade le Jeune suggéra une charge frontale depuis les hauteurs jusqu'à la plage[16], et non Thémistocle, qui dirigeait la phalange centrale. De plus, celle-ci eut lieu cinq jours après le débarquement perse, et non pendant celui-ci.
- Le roi Darius Ier n'est pas mort à Marathon mais quelques années plus tard en Égypte. Dans la principale source historique, celle d'Hérodote, celui-ci ne mentionne pas qu'il fut blessé ni même présent à la bataille de Marathon.
- Artémise Ire est née princesse puis reine de la cité d'Halicarnasse, avant de prêter allégeance au roi de Perse. Elle n'a jamais été esclave dans sa jeunesse.
- Si effectivement Hérodote rapporte qu'Artémise se battait aux côtés de ses hommes, elle a néanmoins survécu à la bataille de Salamine.
- Eurybiade commandait la flotte spartiate et les écrits d'Hérodote ne mentionnent pas la présence de la reine Gorgô à Salamine.
- Le personnage de Scyllis, interprété par Callan Mulvey, apparait dans le film comme accompagné par un fils nommé Callisto et joué par Jack O'Connell. Ce Callisto est une pure invention du réalisateur. Si Pausanias, dans sa version, écrit bien que Scyllis était accompagné, c'est par sa fille nommée Hydna, nageuse émérite[17], tous deux ayant eu des statues dédiées à Delphes.

## Autour du film

### Rivalité entre personnages
Interviewée au sujet du personnage de la reine Artémise Ire, l’actrice Eva Green indique voir dans ce rôle une sorte de mixte entre « Lady McBeth et Cléopâtre », dont l’attraction pour son ennemi juré, Thémistocle, viendra se mêler au conflit.
« Dans d’autres circonstances, ça aurait pu donner lieu à une histoire d’amour » analyse-t-elle.

### Suite
En 2015, aucune suite n'a été annoncée, mais l'acteur Sullivan Stapleton a déclaré vouloir jouer dans une suite, dont la production serait justifiée selon lui par les résultats au box-office sont plutôt élevés[réf. nécessaire].